# Tetratoma pictipennis
Tetratoma pictipennis is een keversoort uit de familie winterkevers (Tetratomidae). De wetenschappelijke naam van de soort werd in 1896 gepubliceerd door Edmund Reitter.